# Iván Velásquez Gómez
Iván Velásquez Gómez, né le 12 mai 1955 à Medellín, est un avocat, juriste, diplomate et défenseur des droits de l'homme colombien.
En 2022, il est nommé au poste de ministre de la Défense nationale dans le gouvernement de Gustavo Petro. Il a également été, de 2013 à 2019, à la tête de la Commission internationale contre l'impunité au Guatemala (CICIG).

## Biographie

### Enquêtes sur le cartel de Medellín
Son travail dans sa région natale en tant que spécialiste des droits de l'homme l'a mené à affronter Pablo Escobar alors que les attentats des narcotrafiquants se multipliaient.

### Enquêtes sur la parapolitique en Colombie
En tant que magistrat auxiliaire à la Cour suprême dans les années 2000, Iván Velásquez  dirige des enquêtes sur les liens entre la classe politique colombienne et les milices paramilitaires d’extrême droite qui ont ensanglanté le pays, dans le cadre du scandale de la parapolitique. Plus de cinquante parlementaires ont été emprisonnés à la suite de son travail. Menacé, il est contraint de s’exiler.

### Enquêtes sur le crime organisé et la corruption au Guatemala
Il dirige de 2013 à 2019 la Commission internationale contre l'impunité au Guatemala (Cicig), mise en place par les Nations unies pour enquêter sur l’infiltration des institutions par des structures criminelles dans le pays centraméricain. Les enquêtes révèlent notamment des affaires de corruption impliquant le président en fonction Otto Pérez Molina et sa vice-présidente Roxana Baldetti et conduisent au démantèlement de dizaines de structures criminelles. Le président Jimmy Morales, élu après la démission de Pérez Molina, déclare Iván Velásquez persona non grata dès 2017, quelques jours après l’ouverture d'une procédure le visant pour corruption, puis ordonne la dissolution de la Cicig en 2019. Avant de disparaître, celle-ci était l’institution la plus populaire du Guatemala.

### Ministre de la Défense de la Colombie
Il est nommé à la tête du ministère de la Défense  au sein du gouvernement de Gustavo Petro en 2022. Sa nomination est saluée par les défenseurs des droits humains mais très critiquée par l'opposition de droite, qui réclame aussitôt sa démission, ne lui pardonnant par les enquêtes sur le parapolitique. Il déclare vouloir rendre à la police – qui dépend du ministère de la Défense – son caractère civil et envisage la suppression du service militaire obligatoire. Il annonce par ailleurs la fin des bombardements aériens sur les campements des groupes armés lorsque la présence de mineurs y est détectée ou soupçonnée.
Dans les jours qui suivent sa prise ses fonctions, il lance une réorganisation massive des Forces armées qui conduit à l'éviction de plus de 50 généraux et amiraux. Depuis son arrivée, il compte à son actif le fait d'avoir considérablement réduit le nombre de bavures des forces armées, un « changement bienvenu », selon la revue Americas Quarterly, dans un pays où celles-ci ont été accusées de manière récurrente « d'exécutions de civils, de corruption, ou de recours excessifs à la force ». Il doit également gérer le cessez-le-feu avec plusieurs groupes armés dans le cadre de la politique de « paix totale » souhaitée par le président Petro.
Iván Velásquez est visé au Guatemala par une enquête pour actes « illégaux » à partir de 2023 pour son travail à la Cicig, conduisant à un début de crise diplomatique entre la Colombie et le pays centraméricain. Gustavo Petro déclare : « Ivan Velasquez a tout notre soutien. Nous n’allons pas permettre qu’il soit attaqué et poursuivi parce qu’il a lutté contre le crime et la corruption. Si le Guatemala s’obstine à emprisonner des hommes justes, nous n’avons rien à faire ensemble. » Les deux pays rappellent pour consultation leur ambassadeur respectif. Les fonctionnaires et magistrats ayant travaillé au sein de la Cicig sont victimes de persécution systématique par la justice guatémaltèque. Plus de trente procureurs et juges anticorruption ont été contraints de quitter leur pays.